# 汪迪·羅德里奎茲
汪迪·富爾頓·羅德里奎茲（西班牙語：Wandy Fulton Rodríguez，1979年1月18日—），是一位多明尼加籍的美國職棒大聯盟投手。他於2005年至2012年有休斯頓太空人隊，2012年至2014年在匹茲堡海盜隊和2015年在德州遊騎兵隊。

## 職業生涯
羅德里奎茲是在2005年升上大聯盟，這一年他拿下10勝10敗、5.53防禦率和80次奪三振的成績。這一年太空人順利的以國聯冠軍進入2005年世界大賽，對手為芝加哥白襪。第一場比賽先發投手羅傑·克萊門斯因投完2局便因大腿舊傷復發而退場，而由汪迪·羅德里奎茲上場中繼，投3+1⁄3局只失1分，但因隊友攻勢不振，最後吞下敗投。
2006年球季，羅德里奎茲是在小聯盟開始，之後升上大聯盟擔任先發投手。這一年在135局的投球中拿下9勝10敗、5.22防禦率和98次三振的成績。2007年7月6日，羅德里奎茲在對紐約大都會的比賽中，投出生涯的第一場完投完封勝的比賽。這一年182局的投球中拿下9勝13敗、157次奪三振和4.58防禦率的成績。2008年，羅德里奎茲137局的投球中擁有9勝7敗和3.54的防禦率。2009年，羅德里奎茲投出生涯最佳的成績，33場出賽累計共205局的投球局數、193次奪三振和3.02防禦率的成績，成為球隊僅次於王牌洛伊·奧斯華的第二號先發。
2010年羅德里奎茲的戰績11勝12敗，但自責分率僅3.60、被打擊率2成5，尤其在6月25日之後的18次先發有著2.03的自責分率，此為國聯所有投手之冠。另外他還曾連續13場繳出優質先發內容，此為太空人隊史自1986至1987年Mike Scott（15次）後的最佳成績。2011年1月26日，與球隊達成一紙3年34,000,000美元的保障合約，另外還包含2014年的球隊選擇權，合約總值可來到44,500,000美元。

## 外部連結
- 球員資訊和成績在MLB，ESPN，Baseball-Reference，Fangraphs，The Baseball Cube，Baseball-Reference (Minors)（英文）